# Blond Ambition Tour
Blond Ambition Tour (1990) a fost cel de-al doilea turneu mondial al Madonnei. A fost unul controversat datoritǎ juxtapunerii dintre catolicism și sexualitate. Turneul este adesea amintit datorită faimosul sutien cu conuri și coreografia pentru piesa „Like a Virgin”. Acesta a fost numit de Rolling Stone cel mai bun turneu al anilor ’90. Biletele pentru cele patru concerte din Los Angeles s-au vândut în doar 68 de minute. Unul dintre concerte a fost transmis pe HBO, postul de televiziune înregistrând cea mai mare audiență din istoria sa.

## Informații
Inițial, turneul era numit Like a Prayer World Tour, fiind sponsorizat de PepsiCo, companie cu care Madonna avea la acea vreme un contract de publicitate, însă din cauza controversei create de videoclipul „Like a Prayer”, Pepsi a reziliat contractul cu solista, anulând implicit și turneul. În noiembrie 1989, datorită succesului albumului Like a Prayer, Madonna a interpretat „Express Yourself” la premiile MTV din acel an, prestația fiind considerată un fel de avanpremieră pentru turneul nou anunțat de Sire Records, Blond Ambition World Tour. Inițial, turneul era planificat să se desfășoare doar în Japonia și America de Nord, Madonna fiind luată în considerare pentru unele roluri din diverse filme. Creatorul de modă Jean-Paul Gaultier a fost contactat pentru a crea costumele pentru turneu. Deși acesta a venit pregătit cu mai multe schițe, Madonna a refuzat o mare parte din acestea, având propria ei idee asupra a cum aveau să arate costumațiile.
Pe 9,10 și respectiv 11 ianuarie 1990, au avut loc audiții deschide pentru dansatori bărbați în studiourile Landmark, Hollywood, California. În luna martie, Madonna stabilește un record, vânzând 1.500 de bilete pentru concertele din Statele Unite în doar 68 de secunde. În aprilie 1990, au fost adăugate concerte în Europa și noi piese în lista celor ce aveau să fie interpretate, acestea fiind prezente pe coloana sonoră a filmului Dick Tracy, I'm Breathless.

Costumul purtat de Madonna în deschiderea concertelor a fost realizat de creatorul de modă Jean-Paul Gaultier, devenind unul din cele mai celebre elemente de îmbrăcăminte din istoria pop. Costumul se află în expoziţia din Muzeul Metropolitan de Artă din New York.

Turneul a început pe 13 aprilie în Tokyo, Japonia, cu un concert la care au fost vândute toate biletele, ca și în cazul restul concertelor susținute în Japonia, încă două în Tokyo, trei în Osaka și altor trei în Yokohama. Pe 1 mai, Madonna a apărut în emisiunea de divertisment The Arsenio Hall Show, promovând partea nord-americană a turneului precum și discul single „Vogue”. În aceeași lună, cântăreața a fost diagnosticată cu laringită, spectacolul din Chicago fiind astfel anulat. Urmând un scurt tratament, în timpul căruia nu a vorbit deloc, solista a continuat turneul în Canada, Toronto pe 27 mai. În seara ultimului spectacol, pe 29 mai, poliția s-a prezentat la SkyDome, locul unde avea loc concertul, aducându-i la cunoștință Madonnei faptul că avuseseră plângeri legate de interpretarea cântecului „Like a Virgin” și că dacă nu avea să schimbe coregrafia provocatoare, va fi arestată. Cântăreața s-a declarat amuzată de întâmplare și a refuzat să schimbe modul ei de interpretare a piesei; acuzațiile au fost retrase, Madonna continuându-și turneul în Statele Unite.
Pe 1 iunie, în timpul concertului din Michigan, imediat după „Holiday”, solista l-a adus pe tatăl ei pe scenă pentru a-i cânta „La mulți ani!” Concertul de pe 24 iunie din New Jersey a fost unul de caritate, fiind în memoria artistului Keith Haring, decedat recent din cauza noii boli, SIDA. Cei 300.000 de dolari obținuți au fost donați fundației AMFAR. În ultima zi a lunii iunie, Madonna susține primul concert din cadrul turneului în Europa, în Suedia. Odată cu acesta, solista și-a schimbat și coafura, renunțând la părul prins în coadă, adoptând o nouă imagine, inspirată de cea din „Express Yourself” și „Vogue”, deoarece coada i se prindea în microfon în timpul dansurilor.
Pe 2 iulie, grupuri religioase romano-catolice o condamnă pe solistă ca fiind blasfemiatoare din cauza contopirii dintre religie și sex, anunțând că intenționează să boicoteze cele trei spectacole programate în Italia. După trei concerte vândute complet din Paris, Franța, care au fost filmate pentru documentarul În pat cu Madonna, aceasta ajunge pe 9 iulie în Roma, Italia, unde ține o conferință de presă în care își apără concertul, de asemenea spunând că are „dreptul la exprimarea artistică”. Deși primul spectacol din Roma, cel de pe 10 iulie, s-a încheiat fără incidente, al doilea a fost anulat atât din cauza vânzării slabe de bilete cât și din cauza unei greve a sindicaliștilor. Concertul a avut loc cu două zile după ce Italia ocupase locul 3 în Campionatul Mondial de Fotbal din acel an, iar în semn de mândrie de originea sa italiană, solista a purtat un tricou al echipei naționale de fotbal italiene în timpul cântecului „Causing a Commotion”.
Pe 5 august cântăreața se reîntoarce în Franța pentru ultimul concert din cadrul turneului. Acesta a avut loc în Nisa și a fost difuzat live de către compania privată de cablu, HBO, aceasta plătind 1 milion de dolari pentru drepturile de emisie; 4.3 milioane de oameni vizionându-l, a devenit astfel cel mai urmărit program special difuzat vreodată pe HBO.
Din vânzările de bilete pentru turneu și de pe urma vânzării discurilor single „Keep It Together”, „Vogue”, „Hanky Panky” și „Justify My Love”, a albumului I'm Breathless și a filmului Dick Tracy, Madonna a câștigat aproximativ 39 de milioane de dolari americani în 1990, devenind cea mai bogată cântăreață.

## Lista pieselor
1. „Express Yourself” (cu introducere din „Everybody”)
2. „Open Your Heart”
3. „Causing a Commotion”
4. „Where's The Party”
5. „Like a Virgin”
6. „Like a Prayer” (conține elemente din „Act of Contrition”)
7. Medley: 
  1. „Live To Tell”
  2. „Oh Father”
8. „Papa Don't Preach”
9. „Sooner or Later”
10. „Hanky Panky”
11. „Now I'm Following You”
12. „Material Girl”
13. „Cherish”
14. „Into the Groove” (conține elemente din „Ain't Nobody Better”)
15. „Vogue”
16. „Holiday” (conține elemente din „Do the Bus Stop”)
17. „Keep It Together” (cu introducere din „Family Affair”)

## Descrierea spectacolului
„A spus să încălcam orice regulă putem. Dorea sa facă declarații privind sexualitatea, biserica și etc. Dar cel mai mult am încercat să schimbăm forma concertelor. În loc sa prezentăm pur și simplu cântece, am vrut sa combinăm moda, Broadway-ul, muzica rock și interpretarea. ”—Vince Paterson, coreograf.

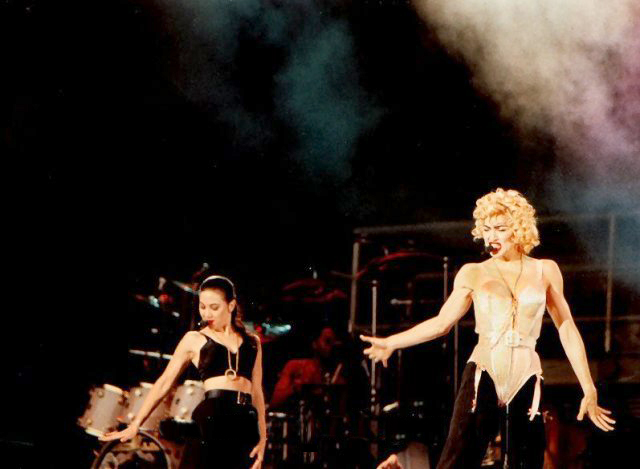
Madonna alături de Donna De Lory aruncându-şi costumul bărbătesc în timpul piesei „Express Yourself”, rămănând doar într-un corset cu conuri.

Acesta a fost divizat în patru secțiuni plus bisul:
- Metropolis: Primul segment al concertului, deschis de câteva note din primul single al Madonnei, „Everybody”. Solista își face intrarea strigând publicului, primul vers din „Express Yourself” - „Do you believe in love?” în binecunoscutul corset cu conuri, coborând treptele unui decor inspirat de filmul Metropolis. În spectacolele din Franța aceasta a rostit replica pe limba franceză („Est que tu crois a l'amour?”). După interpretarea primului refren, aceasta coboară încet scările către dansatorii pe jumătate dezbrăcați, dându-și ușor jos sacoul bărbătesc pe care-l purta, ramânând doar în pantaloni și un corset roz, cu conuri. După un dans lasciv cu un dansator, piesa se termină iar scena se cufundă pentru câteva secunde în întuneric și liniște, până când se aud acordurile din „Open Your Heart”, iar un reflector îl luminează pe un dansator din capul scărilor, imitându-l pe băiatul din videoclipul original. Madonna îl urmărește cu privirea, apoi se așază pe un scaun și începe să cânte. După un joc de scenă cu acesta, solista își ia o geacă colorată în dungi pe ea în timp ce Harris și De Lory i se alătură, de asemenea în geci colorate, pentru a interpreta „Causing a Commotion”. La sfârșitul acesteia, cele două dansatoare cad la podea într-un moment comic, Madonna făcând pe șefa cu ele, prefăcându-se că le lovește pentru „a le da o lecție”. Solista întreabă apoi retoric „Where's the party?”, urmat de notele aceleiași piese, aceasta începând să o cânte singură pe scenă, dansatorii apărând la scurt timp în costumații colorate asemănătoare. După ultimul ante-refren, Madonna se retrage dansând de pe scenă, în timp ce trei dansatori continuă coregrafia pe ritmul orchestrei. Astfel se încheie primul segment al concertului.

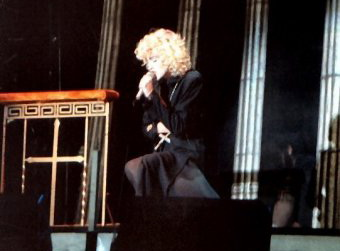
Madonna interpretând piesa „Oh Father”, scena având un decor inspirat de bisericile catolice.

- Religios: Al doilea segment este deschis de primul hit al cântăreței, „Like a Virgin”, remixat pe ritm oriental, în timp ce cântăreața, încadrată de doi dansatori cu sâni falși, stă pe un pat din catifea roșie. Pe măsură ce piesa avansează, solista începe să simuleze masturbarea, lucru ce aproape a dus la arestarea sa în Canada. Între timp, se coboară încet decorul alcătuit din lămpi asemănătoare lumânărilor pentru segmenul religios.Madonna interpretând piesa „Oh Father”, scena având un decor inspirat de bisericile catolice.La sfârșitul piesei, se aude vocea Madonnei spunând „God?” („Dumnezeu?”), versul ce deschide „Like a Prayer”, în timp ce o cruce uriașă este lăsată să planeze asupra scenei. Madonna este acoperită cu o robă neagră de un dansator, în timp ce o secvență din „Act of Contrition” este auzită pe fundal, ceea ce o determintă pe cântăreață să danseze frenetic. Cântecul este întrerupt brusc de orga din „Like a Prayer”, Madonna începând sâ cânte piesa, susținută de Harris și De Lory. Către sfârșit, acestea devin vocile principale, în timp ce Madonna reîncepe dansul din „Act of Contrition”. Piesa se termină iar solista rămâne singură pe scenă în întuneric. Imediat se aud claviaturile și chitara bas din „Live to Tell”, iar solista începe să cânte prima strofă și primul și al doilea refren, sărind peste a doua strofă. După instrumentalul de un minut din „Live to Tell”, cântăreața continuă cu ultima strofă, trecând apoi ușor în balada dedicată tatălui ei, „Oh Father”, acordurile acesteia începând odată cu terminarea cuvântului „know”. Un dansator își face apariția pe scenă cu o cădelniță în mână, în timp ce Madonna cântă refrenul. Pentru câteva momente, artista simulează un handjob pe cădelniță, înainte de a fi luată și purtată în brațe de dansator. După un joc scenic ciudat, Madonna își dă jos o parte din robă, iar odată cu intrarea dansatorilor, ritmul este întrerupt brusc de viorile din „Papa Don't Preach”, iar luminile aprinse pe scenă, oprind momentul de intimitate creat anterior, în timpul colajului. La terminarea versurilor, Madonna fuge de pe scenă în timp ce dansatorii rămân și execută câteva mișcări de balet, terminând cel de-al doilea segment.

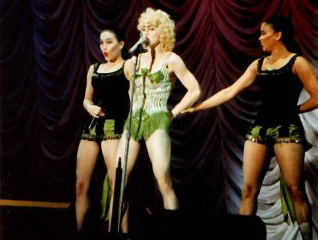
Madonna interpretând „Hanky Panky”

- Dick Tracy: Al treilea segment al turneului, inspirat de filmul Dick Tracy, începe cu Madonna întinsă pe un pian cântând piesa câștigătoare a unui premiu Oscar, „Sooner or Later”. Mișcările și îmbrăcămintea solistei sunt evident inspirate de anii '20-'30, moment în care are loc acțiunea filmului Dick Tracy. La sfârșitul acesteia, solista coboară de pe pian cu ajutorul pianistului, în timp ce pe fundal se aude o trompetă ce se transformă în „Hanky Panky”. După ce își dă jos pardesiul negru, aceasta rămâne într-un costum retro de circ, verde cu alb, în timp ce dansatoarele i se alătură, iar unul dintre dansatori, Slant, apare îmbrăcat ca Dick Tracy, iar Madonna începe să flirteze și să danseze cu el. La sfârșitul dansului, aceasta are un monolog amuzant cu el (Tracy îi arată un disc de vinil cu muzică lansat de el, însă când această descoperă că Tracy nu poate cânta, îi spune «Nu-i nimic, nici eu nu pot și uite ce departe am ajuns!»). Cântăreața îi oferă discul unui DJ de pe scenă, iar când acesta îl difuzează, se dovedește a fi „Now I'm Following You”. Cei doi încep să danseze pe muzică, iar rând pe rând, ceilalți dansatori apar, tot îmbrăcați ca Tracy. Madonna și Slant fug în capul scărilor, retrăgându-se, în timp ce restul dansatorilor continuă dansul. Către sfârșit, aceștia se descheie la paltoane, dezvăluindu-și lenjeria intimă.

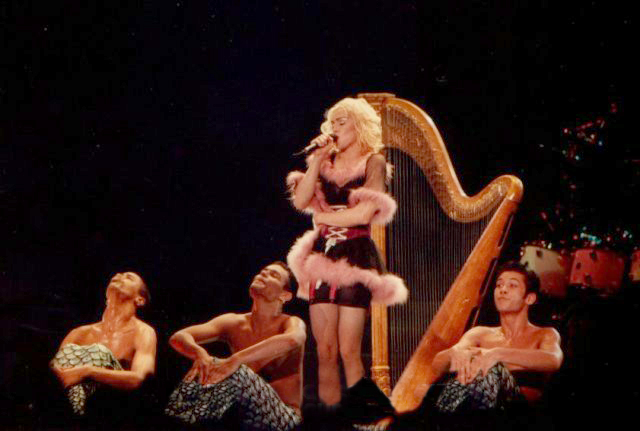
Madonna, alături de cei trei dansatori ce joacă rolul unor sireni, interpretând „Cherish” într-un mod jucăuş.

- Art Deco: După ultimul vers din „Now I'm Following You”, începe să se audă corul de bărbați din „Material Girl”, în timp ce dansatorii, încă îmbrăcați ca Dick Tracy se agită pe scenă. După ce se retrag, o platformă le ridică pe Madonna și dansatoarele ei, toate trei îmbrăcate cu câte un halat, părul prins în bigudiuri și stând pe un scaun de coafor, încep să cânte piesa cu o voce nazală, parodiind vocea pe care Madonna o folosea în piesa originală. Înainte de ultima strofă, cele trei își dau jos peruca cu bigudiuri și halatul, rămănând într-o altă costumație, inspirată de curentul artistic art deco. Pe măsură ce coboară scările, reîncepe corul, terminându-se exact când cele trei ajung jos și reîncep cântecul de la ultima strofă. La sfârșit, încep să strângă de pe jos banii pe care solista îi aruncase cu puțin timp în urmă, la final, cele două smulgându-i o bluza de pe Madonna, ceea ce o face să plângă. Îndepărtându-se de Harris și De Lory, aceasta descoperă o harpă și trei sireni lângă ea. Solista îi întreabă dacă vor să se joace cu ea și începe să cânte „Cherish”. În timpul refrenului, aceasta îi diezmiardă, după, aceștia executând o coregrafie, tot cu costumul de siren pe ei. La terminarea cântecului, harpa și cei trei coboară cu o platformă sub scenă. În timp ce Madonna bea o gură de apă dintr-o sticlă, începe să discute cu Harris și De Lory despre alți trei dansatori ce au apărut pe scenă, îmbrăcați în negru, purtând bocanci și geci de piele. În urma unei glume pe baza orietentării sexuale a celor trei, Madonna și fetele încep să recite „Safe sex!” după care încep să cânte „Into the Groove” și să danseze energetic. Momentul se termină cu hitul artistei din 1990, „Vogue”, cu un dans energetic și extravagant, precum cel din videoclipul piesei; din această cauză, solista a fost nevoită să facă playback pe timpul cântecului. La sfârșitul acestuia, mulțumește publicului și face o serie de plecăciuni alături de dansatori și membrii echipei, apoi una singură, reîntorcându-se în poziția în care terminase „Vogue”.

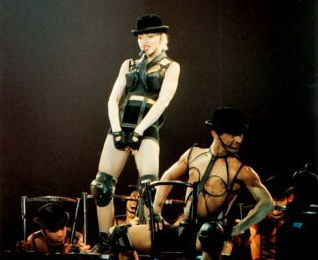
Madonna interpretând ultima piesă a turneului, „Keep It Together”.

- Bis: După un moment de liniște, se aud primele acorduri din „Holiday”. Platformele pe care stăteau bateriștii se dau la o parte, ieșind dintre ele Madonna, îmbrăcată într-un costum alb cu negru, învârtindu-se, începând apoi un dans exuberant. La scurt timp i se alătură și cele două dansatoare/cântărețe, urmate la scurt timp de o parte dintre dansatori. Cele trei cântă câteva note din „Do the Bus Stop”, apoi grupul se împrăștie pe scenă. Către sfârșitul piesei, se readună toți în centrul scenei, continuând dansul pentru scurt timp. Odată cu terminarea cântecului, Madonna mai mulțumește odată publicului și se retrage. În timp ce membrii formaței interpretează melodia „A Family Affair”, solista și restul grupului se schimbă într-o altă costumație, de această dată mult mai sumară, alcătuită din pantaloni negri strâmți, bretele și o pălărie, de asemenea neagră. Prima care apare pe scenă este cântăreața care începe să interpreteze versurile piesei menționate, dansatorii apărând de sub scenă, ridicați de o platformă, la terminarea refrenului. Madonna îi salută, imitând accentul vorbit în filmul A Clockwork Orange. Urmează o coregrafie complicată de-a lungul piesei „Keep It Together”, implicând sărituri și mers pe scaune, unul dintre dansatori, purtând-o pe sus chiar pe solistă pe scenă, în timp ce ea stătea pe un scaun. Pe măsură ce cântecul se apropia de final, Madonna își ia la revedere pentru ultima dată de la public, dar și de la dansatori, aceștia sărind pe rând, executând diferite mișcări, înapoi sub scenă, lăsând-o pe aceasta singură, cântând „Keep it together/Keep it together for ever and ever” timp de câteva minute, după care își aruncă pălăria jos iar luminile se sting.

## Recenzii
Cu toate că turneul este considerat adesea cel mai bun al ei, New York Times i-a oferit o recenzie în mare negativă, criticând faptul că Madonna a preferat adesea să facă playback pentru a dansa decât să cânte live, iar momentele live din cântecele dance au fost criticate ca fiind „o imitație proastă a Barbrei Streisand”, cu toate că baladele au fost apreciate. Concluzia finală a editorului a fost că „e fascinant să-i privești perfecționalismnul și voința de fier, dar nu cu prea multă plăcere”. Revista Variety a depreciat de asemenea faptul că aceasta nu a cântat live, spunând că „vocea ei suna atat de aproape de varianta de studio încât te făcea să te întrebi cât era live și cât Memorex”. Ambele publicații i-au apreciat însă decorurile și costumele folosite, la fel ca revista Esquire care l-a numit „exotic”.
Entertainment Weekly, în recenzia pentru În pat cu Madonna, a apreciat coregrafia din timpul pieselor „Where's the Party”, „Like a Prayer” precum și din „Like a Virgin”.
Barry Walters de la revista americană Rolling Stone a fost mai entuziast, numindu-l „elaborat din punct de vedere coregrafic, dovedind o extravaganță sexuală și provocativă” proclamându-l cel mai bun turneu al anului 1990.
Publicul a fost de asemenea încântat de rezultatul final. Turneul a fost votat al șaptelea cel mai bun turneu al tuturor timpurilor de către utilizatorii site-ului mymusiclists.com; turneul Confessions se afla și el în listă, pe locul 2.

### Premii și recunoașteri
În 1990 turneul a câștigat premiul pentru „Cea mai creativă producție pusă în scenă” din partea PollStar Concert Industry Awards, fiind nominalizat și la categoria „Turneul anului”, premiu adjudecat de Paul McCartney.
Lansarea video a turneului i-a adus Madonnei primul premiu Grammy, primindu-l în 1992 pentru „Cel mai bun videoclip de lung metraj”, precum și un premiu CableACE și alte două nominalizări la aceleași premii. Pentru a promova lansarea, Warner Bros. Records a trimis posturilor de televiziune, interpretările pieselor „Like a Virgin” și „Holiday”. Varianta live a piesei „Like a Virgin” a primit două nominalizări la premiile MTV din 1991, pentru „Cel mai bun videoclip al unei artiste” și pentru „Cea mai bună coregrafie”, cu toate că nu a câștigat niciunul. Anul următor, videoclipul pentru „Holiday” a primit patru nominalizări la premiile MTV din 1992, inclusiv pentru „Cel mai bun videoclip al unei artiste”, pe lângă „Cea mai bună coregrafie”, „Cel mai bun videoclip dance” și „Cea mai bună cinematografie”; nici acesta nu i-a adus Madonnei un nou trofeu.

## În cultura pop
Alături de aspectele legate de „Like a Virgin”, turneul Blond Ambition este unul din cele mai parodiate momente din cariera Madonnei, în special datorită imaginii ușor recunoscibile precum și a momentului important jucat de acesta în istoria culturii pop.
Documentarul Medusa: Dare To Be Truthful, lansat în 1992, parodiază documentarul În pat cu Madonna, cunoscut în Statele Unite sub numele Truth or Dare. Acesta, la fel ca și originalul, prezintă viața vedei (Medusa fiind o parodiere a Madonnei) în culisele turneului, precum și momente de pe scenă. Printre piesele parodiate se află „Expose Yourself” („Express Yourself”), „Like a Video” („Like a Virgin”), „Party in My Pants” („Like A Prayer”) și „Vague” („Vogue”). Acesta a fost primit cu recenzii pozitive, fiind cea mai cunoscută producție în care a jucat actrița principală, Julie Brown.
Rapperul Eminem a parodiat interpretarea cântecului „Like a Virgin” din turneu, în videoclipul său, „Just Lose It”; îmbrăcat ca aceasta, Eminem imită coregrafia acesteia, încadrat de doi dansatori cu sâni falși, ca în varianta originală. La un moment dat, acesta coboară de pe pat, dar este împins accidental de Michael Jackson, interpretat tot de el, într-un sfeșnic, apărând astfel scântei puternice. Din cauza aceasta, părul lui Jackson ia foc, ceea ce-l determină să fugă de pe scenă.

## Datele turneului
Sursa:
| Data            | Orașul          | Statul        | Locația                               |
| --------------- | --------------- | ------------- | ------------------------------------- |
| Asia            |                 |               |                                       |
| 13 aprilie 1990 | Tokyo           | Japonia       | Stadionul Chiba Marine                |
| 14 aprilie 1990 | Tokyo           | Japonia       | Stadionul Chiba Marine                |
| 15 aprilie 1990 | Tokyo           | Japonia       | Stadionul Chiba Marine                |
| 20 aprilie 1990 | Osaka           | Japonia       | Stadionul Hankyu Nishinomiya          |
| 21 aprilie 1990 | Osaka           | Japonia       | Stadionul Hankyu Nishinomiya          |
| 22 aprilie 1990 | Osaka           | Japonia       | Stadionul Hankyu Nishinomiya          |
| 25 aprilie 1990 | Yokohama        | Japonia       | Stadionul Yokohama                    |
| 26 aprilie 1990 | Yokohama        | Japonia       | Stadionul Yokohama                    |
| 27 aprilie 1990 | Yokohama        | Japonia       | Stadionul Yokohama                    |
| America de Nord |                 |               |                                       |
| 4 mai 1990      | Houston         | Texas         | The Summit                            |
| 5 mai 1990      | Houston         | Texas         | The Summit                            |
| 7 mai 1990      | Dallas          | Texas         | Reunion Arena                         |
| 8 mai 1990      | Dallas          | Texas         | Reunion Arena                         |
| 11 mai 1990     | Los Angeles     | California    | Los Angeles Sports Arena              |
| 12 mai 1990     | Los Angeles     | California    | Los Angeles Sports Arena              |
| 13 mai 1990     | Los Angeles     | California    | Los Angeles Sports Arena              |
| 15 mai 1990     | Los Angeles     | California    | Los Angeles Sports Arena              |
| 16 mai 1990     | Los Angeles     | California    | Los Angeles Sports Arena              |
| 18 mai 1990     | Oakland         | California    | Oakland-Alameda County Coliseum Arena |
| 19 mai 1990     | Oakland         | California    | Oakland-Alameda County Coliseum Arena |
| 20 mai 1990     | Oakland         | California    | Oakland-Alameda County Coliseum Arena |
| 23 mai 1990     | Chicago         | Illinois      | Rosemont Horizon                      |
| 24 mai 1990     | Chicago         | Illinois      | Rosemont Horizon                      |
| 27 mai 1990     | Toronto         | Ontario       | SkyDome                               |
| 28 mai 1990     | Toronto         | Ontario       | SkyDome                               |
| 29 mai 1990     | Toronto         | Ontario       | SkyDome                               |
| 31 mai 1990     | Auburn Hills    | Michigan      | The Palace of Auburn Hills            |
| 1 iunie 1990    | Auburn Hills    | Michigan      | The Palace of Auburn Hills            |
| 4 iunie 1990    | Worcester       | Massachusetts | The Centrum                           |
| 5 iunie 1990    | Worcester       | Massachusetts | The Centrum                           |
| 8 iunie 1990    | Landover        | Maryland      | Capital Centre                        |
| 9 iunie 1990    | Landover        | Maryland      | Capital Centre                        |
| 11 iunie 1990   | New York        | New York      | Nassau Veterans Memorial Coliseum     |
| 12 iunie 1990   | New York        | New York      | Nassau Veterans Memorial Coliseum     |
| 13 iunie 1990   | New York        | New York      | Nassau Veterans Memorial Coliseum     |
| 16 iunie 1990   | Philadelphia    | Pennsylvania  | The Spectrum                          |
| 17 iunie 1990   | Philadelphia    | Pennsylvania  | The Spectrum                          |
| 20 iunie 1990   | East Rutherford | New Jersey    | Meadowlands Arena                     |
| 21 iunie 1990   | East Rutherford | New Jersey    | Meadowlands Arena                     |
| 24 iunie 1990   | East Rutherford | New Jersey    | Meadowlands Arena                     |
| 25 iunie 1990   | East Rutherford | New Jersey    | Meadowlands Arena                     |
| Europa          |                 |               |                                       |
| 30 iunie 1990   | Göteborg        | Suedia        | Eriksberg                             |
| 3 iulie 1990    | Paris           | Franța        | Palais Omnisports de Paris-Bercy      |
| 4 iulie 1990    | Paris           | Franța        | Palais Omnisports de Paris-Bercy      |
| 6 iulie 1990    | Paris           | Franța        | Palais Omnisports de Paris-Bercy      |
| 10 iulie 1990   | Roma            | Italia        | Stadio Flaminio                       |
| 13 iulie 1990   | Torino          | Italia        | Stadionul Delle Alpi                  |
| 15 iulie 1990   | München         | Germania      | Olympia-Reitstadion                   |
| 17 iulie 1990   | Dortmund        | Germania      | Westfalenhalle                        |
| 20 iulie 1990   | Londra          | Regatul Unit  | Stadionul Wembley                     |
| 21 iulie 1990   | Londra          | Regatul Unit  | Stadionul Wembley                     |
| 22 iulie 1990   | Londra          | Regatul Unit  | Stadionul Wembley                     |
| 24 iulie 1990   | Rotterdam       | Olanda        | Stadionul Feyenoord                   |
| 27 iulie 1990   | Madrid          | Spania        | Stadionul Vicente Calderón            |
| 29 iulie 1990   | Vigo            | Spania        | Estadio Municipal de Balaídos         |
| 1 august 1990   | Barcelona       | Spania        | Estadi Olímpic de Montjuïc            |
| 5 august 1990   | Nisa            | Franța        | Stade de l'Ouest                      |

## Difuzări
Două dintre spectacolele susținute au fost lansate comercial. Ultimul spectacol, cel din Nisa, a fost înregistrat și difuzat pe HBO, lansat apoi internațional pe Laserdisc ca parte a unui contract de promovare cu Pioneer Electronics, intitulat Live! - Blond Ambition World Tour 90. Unul dintre concertele din Yokohama a fost de asemenea înregistrat, fiind lansat pe VHS și laserdisc pe piața japoneză sub numele Blond Ambition - Japan Tour 90. Din cauză că Pioneer a semnat o înțelegere ce se referea doar la o lansare pe laserdisc a turneului, acesta nu a fost lansat niciodată internațional pe suport DVD, cu excepția unei versiuni, filmate în Houston, cu toate că aceasta este de calitate inferioară, iar DVD-ul este valabil comercial doar în Germania, din cauza drepturilor de autor; postul MTV a difuzat parțial această versiune în timpul unui „weekend special Madonna”.
Pe lângă acestea trei, concertul de pe 1 august din Barcelona a fost difuzat în întreaga Europă. Spre deosebire de lansările video, acesta a conținut numeroase greșeli tehnice: monoclul Madonnei se agață în microfon la începutul piesei „Express Yourself”, aceasta nu realizează că microfonul ei încă este deschis după ce pleacă de pe scenă după „Where's the Party”, fiind auzită cum strigă la cineva „Get the fuck out of my fuckin' way!” (rom. - „Dă-te dreacu' din calea mea!”) precum și momente în care a uitat unele dintre versurile pieselor „Sooner or Later” și „Material Girl”.

## Personal
- Formație : Jai Winding (Clape), Kevin Kendricks (Clape), Carlos Rios (Chitară), David Williams (Chitară), Darryl Jones (Chitară bas), Jonathan Moffett (Tobe), Luis Conte (Percuție)
- Voci de fundal: Donna De Lory, Niki Haris
- Dansatori : Luis Camacho, Oliver Crumes, Slam, Jose Gutierez, Kevin Stea, Gabriel Trupin, Carlton Wilborn
- Coregrafie : Vincent Patterson
- Regizor muzical : Jai Winding
- Regizor turneu : Madonna
- Manager turneu: John Draper
- Manager personal: Freddy DeMann
- Regizor lumini: Peter Morse
- Regizor artistic: Christopher Ciccone
- Scenograf : John McGraw
- Costume : Jean-Paul Gaultier, Marlene Stewart

Sursa: